# عزلة غابر (إب)

تعديل مصدري - تعديل

عزلة غابر هي إحدى عزل مديرية العدين في محافظة إب اليمنية ويبلغ تعداد سكانها 595 نسمة حسب التعداد السكاني في اليمن لعام 2004.

## روابط خارجية
- الجهاز المركزي للإحصاء بالجمهورية اليمنية
- المركز الوطني للمعلومات باليمن
- الدليل الشامل